# Hyperlopha orientalis
Hyperlopha orientalis là một loài bướm đêm trong họ Noctuidae.